# Xã Pickaway, Quận Shelby, Illinois
Xã Pickaway (tiếng Anh: Pickaway Township) là một xã thuộc quận Shelby, tiểu bang Illinois, Hoa Kỳ. Năm 2010, dân số của xã này là 179 người.